# Ornithologie

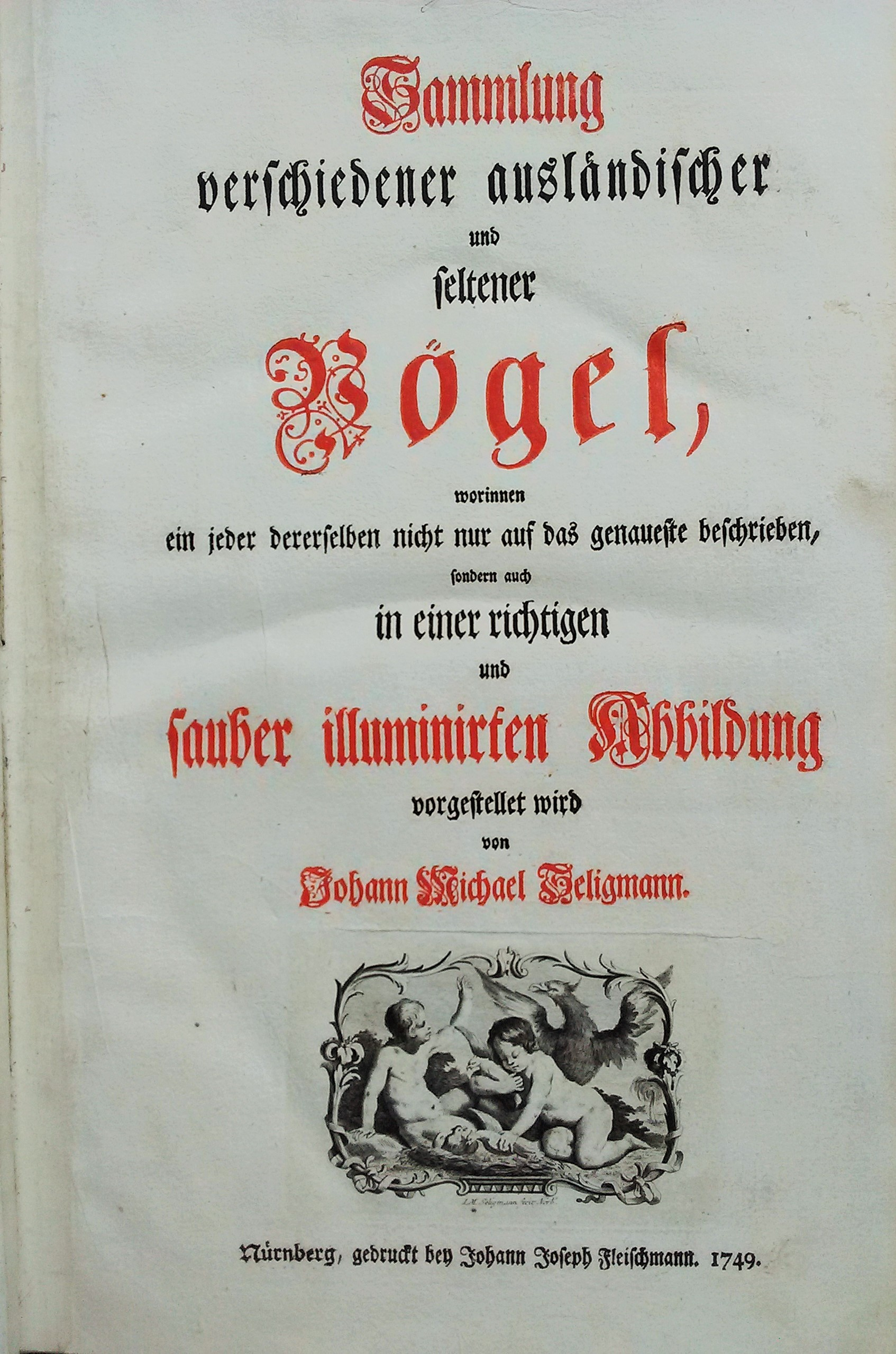
Sammlung verschiedener ausländischer und seltener Vögel, Lehrbuch Ornithologie, Nürnberg 1749

Die Ornithologie (altgriechisch ὄρνῑθ- órnῑth-, Stamm von ὄρνις órnis ‚Vogel‘, und λόγος lógos ‚Lehre‘) oder Vogelkunde ist jener Zweig der Zoologie, der sich mit den Vögeln (Aves) befasst, die mit rund zehntausend Arten eine der artenreichsten Klassen der Wirbeltiere bilden. Zur Ornithologie gehören unter anderem die Physiologie, die Taxonomie, die Ökologie und die Erforschung des Verhaltens (inklusive der Rufe und des Wanderverhaltens) der Vögel. Ein besonderes Arbeitsgebiet ist die Untersuchung des Vogelzuges, zum Beispiel mithilfe der Beringung. Die Geschichte der wissenschaftlichen Ornithologie ist zumindest im 20. Jahrhundert in Deutschland eng mit dem Vogelschutz beziehungsweise Naturschutz verbunden.
Ornithologe ist in Deutschland keine geschützte Berufsbezeichnung. In der Ornithologie sind neben hauptamtlichen Wissenschaftlern auch zahlreiche Amateurornithologen tätig, die zum Teil wesentliche Beiträge zum Verständnis der Biologie einzelner Arten, Artgruppen oder zu Regionalfaunen geleistet haben und immer noch leisten.

## Arbeitsgebiete der Ornithologie

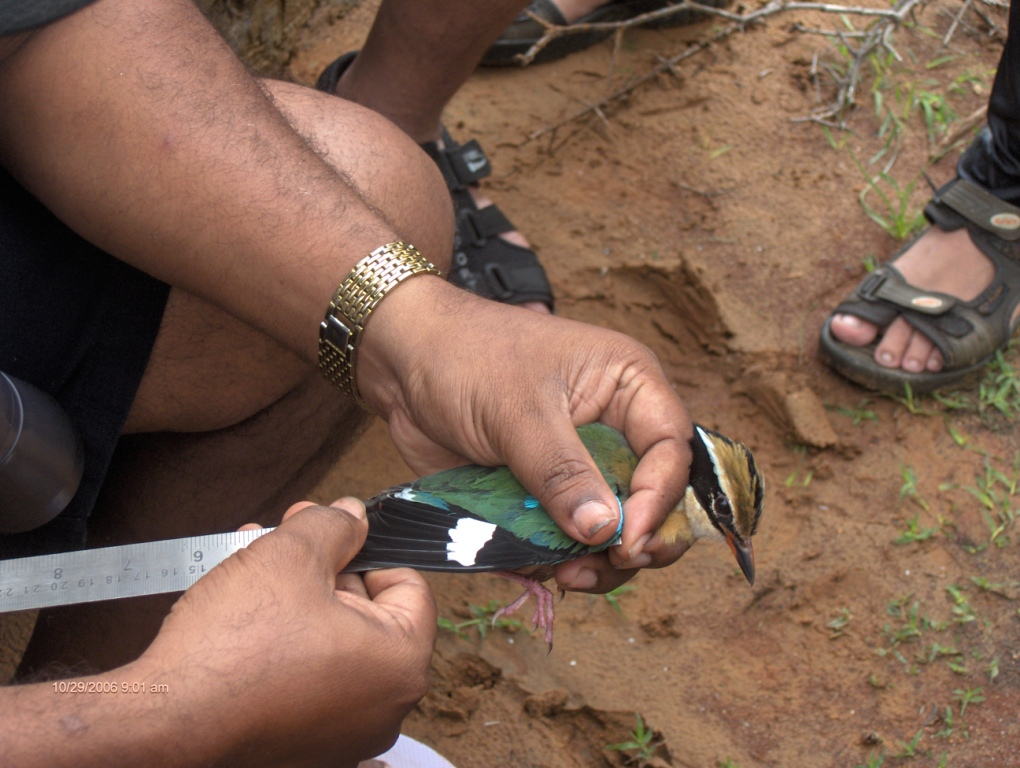
Beringung von Vögeln

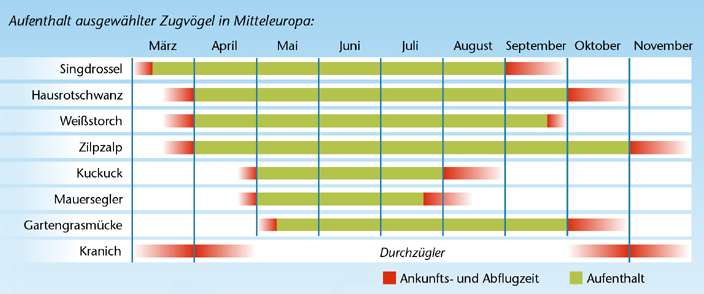
Zugvögel in Mitteleuropa

In der Ornithologie gibt es eine Vielzahl an Arbeits- und Forschungsgebieten. Auf dem Gebiet der Systematik und Taxonomie der Vögel beschäftigt man sich mit der Aufstellung und Revision der ornithologischen Systematik, Taxonomie und Kladistik. Dabei sollen systematische Reihenfolgen, Gruppierungen und Artenlisten die gegenwärtigen Kenntnisse von der natürlichen Entwicklung (Phylogenese) und der Verwandtschaft widerspiegeln. Die Systematik der Vögel war lange unsicher und ist auch heute noch immer wieder umstritten, insbesondere auch was die Beziehungen zur verwandten Klasse der Reptilien betrifft. Die Methoden entwickelten sich von Morphologie über Molekularbiologie und DNA-Hybridisierung bis zur heute angewandten DNA-Sequenzierung. In dieses Forschungsgebiet zählt auch die museologische Organisation ornithologischer Museen, wo die theoretischen Grundlagen und praktischen Verfahren, Methoden, Techniken und Hilfsmittel in der Regel zur Verfügung stehen.
Das Forschungsgebiet der Paläornithologie befasst sich unter anderem mit Fossilien und der Evolution und Entwicklung der Vögel sowie mit der Entstehung des Vogelflugs und der Brutpflege.
Weitere Arbeits- bzw. Forschungsgebiete beschäftigen sich mit Anatomie und Physiologie der Vögel und deren Verhalten sowie mit den verschiedenen Vogelflugtechniken.
In der angewandten Vogelkunde befasst man sich mit der Nutzung von Vögeln, wie unter anderem Vogelfarmen in der Lebensmittelindustrie, Vögel in der Wirtschaft, was zum Beispiel den Handel mit Vögeln, Einfuhr und Ausfuhr oder auch den Einsatz als Brieftauben betrifft. Ein weiteres Teilgebiet stellt die Veterinärmedizin dar, wo Vogelkrankheiten und deren Vorbeugung und Heilung erforscht werden.
Weitere wichtige Arbeitsgebiete stellen die Avifaunistik und Ökologie sowie der Naturschutz und Vogelschutz dar. Vogelbestände und deren Dynamik werden hier erforscht, deren Ergebnisse in die theoretische und praktische Anwendung des Vogelschutzes einfließen. Hierbei geht es um Maßnahmen, die zur Erhaltung, Förderung oder Ansiedlung von Vögeln geeignet sind.

## Geschichte und Organisation der Vogelkunde

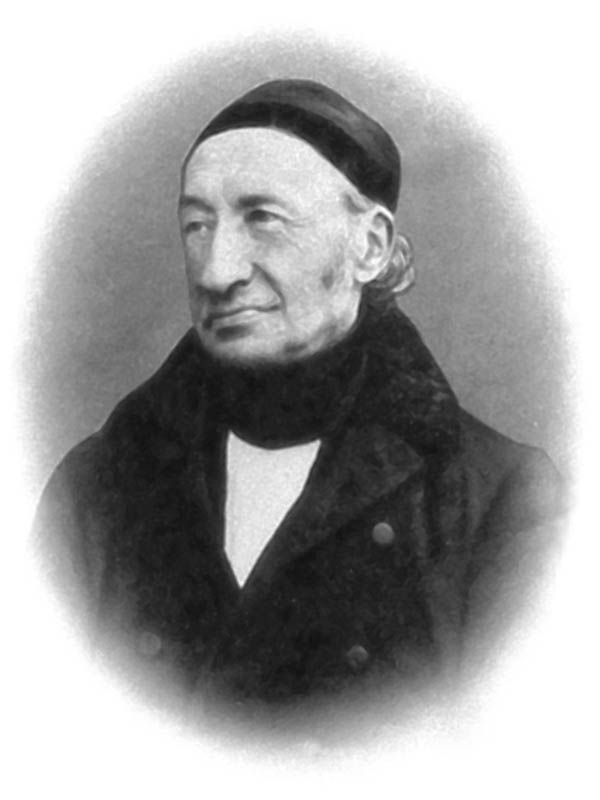
Christian Ludwig Brehm, Vogelpastor

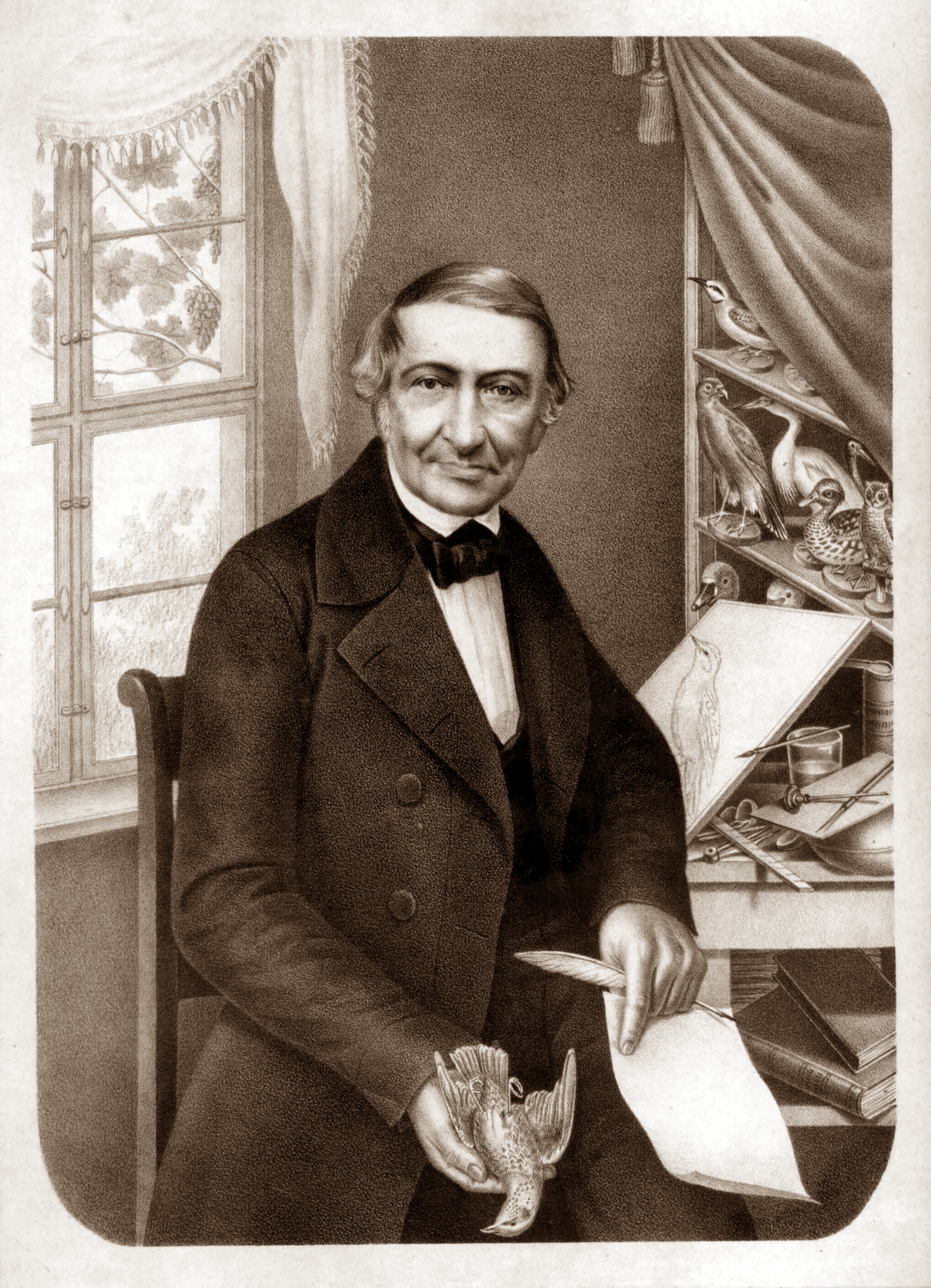
Johann Friedrich Naumann, Begründer der Ornithologie in Europa

Im 13. Jahrhundert verfasste Kaiser Friedrich II. mit De arte venandi cum avibus („Über die Kunst, mit Vögeln zu jagen“) ein Lehrbuch über die Beizjagd und Vogelkunde.
Eines der größeren Druckwerke zur Vogelkunde entstand Ende des 16. Jahrhunderts durch Conrad Gessner. Als Begründer der Ornithologie in Europa gilt Johann Friedrich Naumann (1780–1857) aus Köthen (Anhalt) mit seinem 12-bändigen Hauptwerk „Naturgeschichte der Vögel Deutschlands“ (1820–1844). Diese Grundlage der modernen Vogelkunde beschreibt und ordnet alle Feld-, Wald- und Wasservögel des damaligen Herzogtums Anhalt und darüber hinaus.
Auch Christian Ludwig Brehm (1787–1864), der so genannte „Vogelpastor“ und Vater von Alfred Brehm, trug in der Mitte des 19. Jahrhunderts mit seiner Sammlung von 9.000 Exemplaren viel zur Taxonomie der Vögel bei. Diese Erfahrungen sowie Expeditions-Ergebnisse des Sohnes gingen auch in die 10-bändige zoologische Standard-Enzyklopädie von Brehms Tierleben ein.
Bernard Altum (1824–1900) formulierte als erster eine Theorie zur Revierbildung bei Vögeln und deren Territorialverhalten, wobei er auch die Funktion des Vogelgesangs berücksichtigte.
Hans Freiherr von Berlepsch (1857–1933) begründete den wissenschaftlichen Vogelschutz. Er optimierte systematisch künstliche Nistkästen in Bezug auf Mikroklima bzw. die Minderung von Verschmutzungen und Schäden durch Wasser und schlug die Anlage von Vogelschutzgehölzen vor.

### Organisationen für Vogelkunde
- International Ornithologists’ Union
- Deutsche Ornithologen-Gesellschaft
- American Ornithologists’ Union
- British Ornithologists’ Union
- BirdLife Norge
- Gesellschaft für Tropenornithologie
- European Bird Census Council

### Ornithologische Museen und Sammlungen
- Digitale Bibliothek für Vogelkunde
- Ornithologische Museen (Hannover, Köthen u. a.)
- Ornithologische Abteilungen an Naturwissenschaftlichen Museen
- Ornithologische Abteilungen an Universitäts-Instituten für Zoologie
- Ornithologische Abteilungen Zoologischer Gärten
- Vogelparks (z. B. Marlow, Walsrode)
- Vogelwarten, Projekte in Naturparks oder Nationalparks
- EU- und staatlicher Naturschutz
- Ornithologische Vereine, Vogel-zoologische Gesellschaften wie BirdLife oder Dachverband des jeweiligen Staates

## Bedeutende Ornithologen

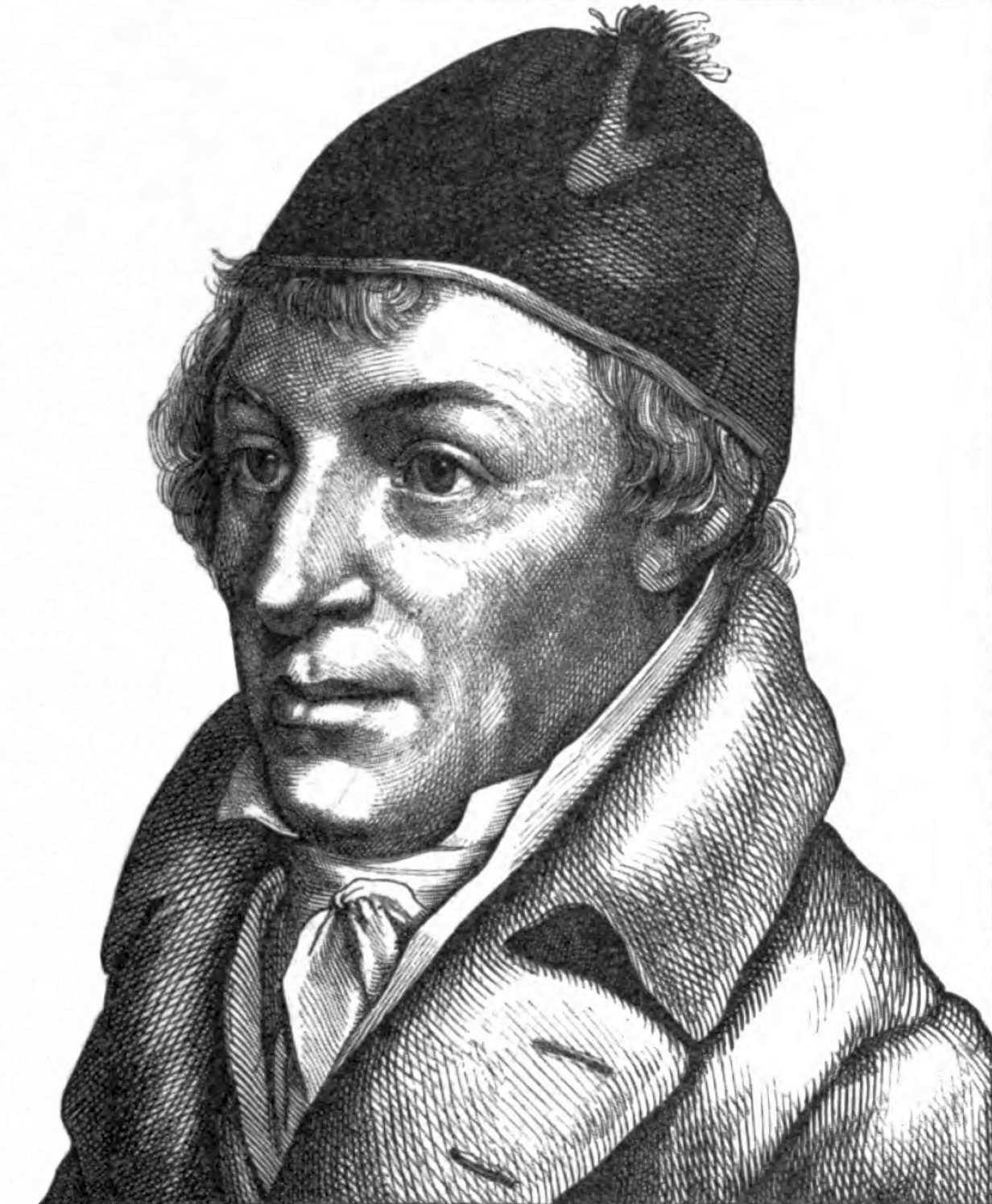
Johann Matthäus Bechstein

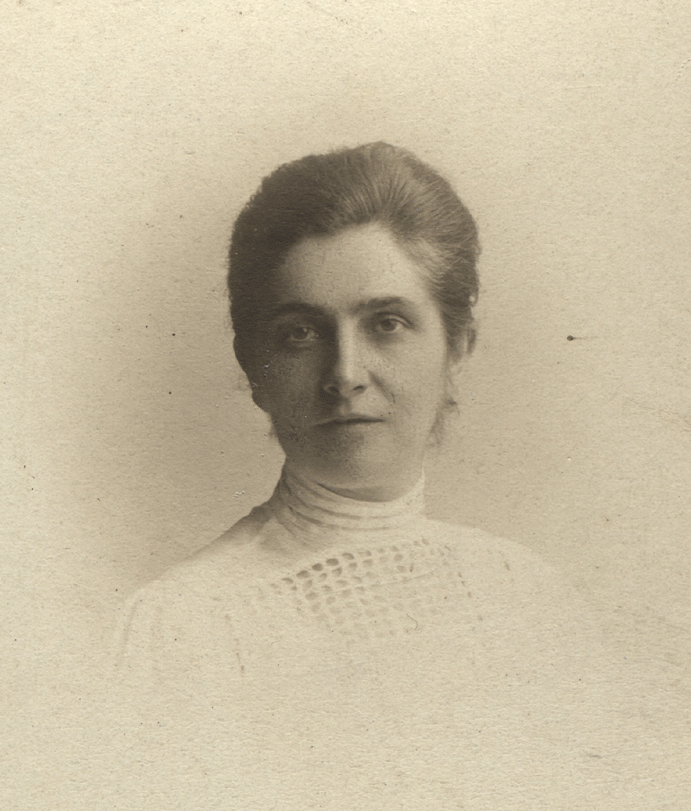
Maria Emilie Snethlage, 1906

- Akishino Kronprinz von Japan. Wurde 1996 mit einer Dissertation über Ornithologie promoviert.
- Bernard Altum
- John James Audubon
- Florence Augusta Merriam Bailey
- Johann Matthäus Bechstein, „Vater der deutschen Vogelkunde“
- Hans Freiherr von Berlepsch
- Hans Hermann Carl Ludwig von Berlepsch
- Peter Berthold
- Hans von Boetticher
- Charles Lucien Jules Laurent Bonaparte
- James Bond. Sein Buch „Birds of the West Indies“ ist bis heute ein in der Fachwelt bedeutendes Werk.
- Christian Ludwig Brehm
- William Brewster
- Pierce Brodkorb
- Jean Louis Cabanis
- Frank Michler Chapman
- Gustav Clodius
- Rudolf Drost
- Ferdinand von Droste zu Hülshoff
- George Edwards gilt als „Vater der britischen Ornithologie“. Sein Hauptwerk: A natural history of Birds
- Wolfgang Fiedler
- Kurt Floericke
- Max Fürbringer
- Heinrich Gätke
- Wulf Gatter
- Conrad Gessner
- Josef Gengler
- Eberhard Gwinner
- Karel Johan Gustav Hartlaub
- Ernst Hartert
- Katharina Heinroth
- Oskar Heinroth
- Carl Eduard Hellmayr
- Otto Henze
- Ottó Herman
- Andreas Johannes Jäckel
- Lukas Jenni
- İlhami Kiziroglu
- Maria Koepcke
- Rudolf Kuhk
- Frédéric de Lafresnaye
- David Lack
- René Primevère Lesson
- Philipp Lienhardt
- Hans Löhrl
- Konrad Lorenz
- Wolfgang Makatsch
- Johann Friedrich Naumann
- Adolph Nehrkorn
- Max Nicholson
- Günther Niethammer
- Rodolphe Meyer de Schauensee
- Harry Church Oberholser
- Claës Christian Olrog
- James Lee Peters
- William Henry Phelps
- Leonid Alexandrowitsch Portenko
- Anton Reichenow
- Jean Pierre Ribaut (Vater der Berner Konvention zum Vogelschutz)
- Robert Ridgway
- Paul Robien
- Karl Ruß
- Tommaso Salvadori
- Osbert Salvin
- Hermann Schlegel
- Siegfried Schuster
- Philip Lutley Sclater
- Richard Bowdler Sharpe
- Maria Emilie Snethlage
- Erwin Stresemann
- Hugh Edwin Strickland
- Robert Stroud
- Coenraad Jacob Temminck
- Gerhard Thielcke
- Johannes Thienemann
- William Thorpe
- Walter Edmond Clyde Todd
- Levent Turan
- William Turner
- Jules Verreaux
- Louis Pierre Vieillot
- Wolfgang Wiltschko
- Michael Wink
- John Todd Zimmer
- Marcus zum Lamm

## Zeitschriften (Auswahl)
- Journal für Ornithologie
- Gefiederte Welt
- Der Falke – Journal für Vogelbeobachter. ISSN 0323-357X
- Papageien (Zeitschrift)
- Notornis (Zeitschrift) (Vogelfauna, Neuseeland und Pazifik)
- Marine Ornithology (Schwerpunkt Seevögel)